# Teemo
(Frase di presentazione di Teemo)
Teemo è un personaggio immaginario del franchise di League of Legends, creato da Riot Games. Originariamente introdotto come Campione giocabile per il videogioco sin dal rilascio di prova del 21 febbraio 2009, è successivamente apparso in varie opere derivate. Noto come "Il Rapido Scout" (The Swift Scout) in quanto membro del corpo di esplorazione di Bandle City, la patria degli yordle, Teemo è caratterizzato dal carattere impavido, dall'entusiasmo e dalla devozione al codice degli scout di Bandle, che divulga con allegria attraversando Runeterra in cerca di avventure.

## Biografia del personaggio

### League of Legends
Teemo è uno dei primi Campioni di League of Legends, presente nel roster sin dal primo test pre-rilascio il 21 febbraio 2009. Come stabilito dalla lore scritta da River Jaffe e Elan Stimmel, Teemo è uno yordle affiliato al corpo degli scout di Bandle City, nonostante molti dei suoi racconti in proposito lascino intendere che il suddetto gruppo non esista. Sebbene possegga varie abilità esplorative, di camuffamento, preparazione trappole e lavorazione di veleni, oltre a una vasta collezione di medaglie del corpo esplorativo, infatti, complice anche la sua lunga vita, non ricorda chi abbia fondato il gruppo o redatto il codice che segue tanto ciecamente, sospettando addirittura di esserne egli stesso l'artefice.
Le armi principali di Teemo sono trappole e freccette avvelenate, che gli consentono di danneggiare enormemente i giocatori nemici nel corso della partita, sebbene non risulti altrettanto performante in competitivo per le sue limitate capacità di combattimento in squadra.

### Arcane
Nella serie animata Arcane, Teemo compare brevemente in un cameo visivo come protagonista di un libro illustrato per bambini.

## Concezione e sviluppo
Il design originale del personaggio realizzato da Albert Carranza e rimasto pressoché invariato incarnava l'archetipo del personaggio «piccolo e potente» successivamente divenuto caratterizzante per gli altri yordle, di cui ha rappresentato l'antesignano. Originariamente avrebbe dovuto essere un personaggio rapido e con abilità di supporto ma, successivamente, gli sviluppatori decisero di dargli abilità di danno di maggiore entità perché potesse funzionare anche in PDS come Tiratore o Mago, cosa che lo ha portato a ricevere quattro differenti rivisitazioni sia al gameplay che alla storia, venendo caratterizzano come un personaggio affettuoso che all'improvviso diventa un assassino a sangue freddo. Aggiornamenti successivi ne hanno sottolineato il design malizioso, in particolare nelle animazioni facciali, nella camminata e nell'invio di emote.
Le origini e il background del personaggio sono stati scritti da River Jaffe e Elan Stimmel. Teemo è presente nel roster di Campioni sin da prima del lancio, con la voce della doppiatrice statunitense Melissa Hutchison. Nel 2024 ha ricevuto un importante aggiornamento visivo sia del modello base che delle skin alternative, nuove linee di dialogo e un brano personalizzato.

## Accoglienza

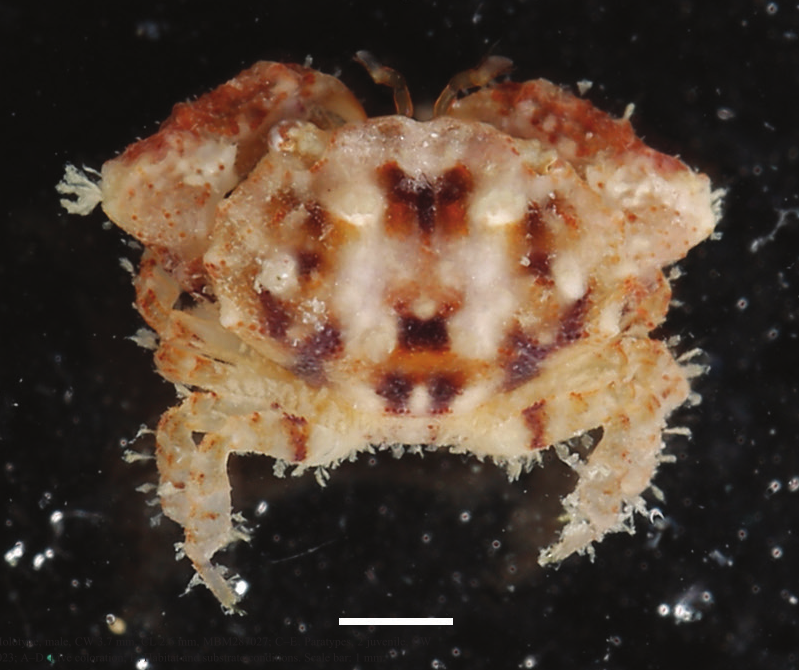
Gothus teemo, specie di granchio battezzata in onore del personaggio.

Teemo è considerato il personaggio più fastidioso del gioco dalla community di League of Legends, nonostante ne sia diventato anche una delle mascotte non ufficiali. La contraddizione tre il suo aspetto e le sue abilità ha generato una serie di meme tra i fan del videogioco uno dei quali lo paragona al diavolo, cosa che ha in seguito spinto gli sviluppatori a creare una skin con un outfit alternativa da diavoletto per il personaggio.
Oltre alla reputazione di personaggio fastidioso, anche la versatilità di Teemo in competitivo è dubbia, nel campionato mondiale di League of Legends è infatti generalmente considerato una "scelta meme" o un Campione con una storia «breve e sporadica».
In 2024 il Gothus teemo, una specie di granchio, è stata chiamata come il personaggio per via delle dimensioni e del colore analoghi.

## Altre apparizioni

### Videogiochi
Teemo è comparso anche nei giochi spin-off di League of Legends: League of Legends: Wild Rift e Bandle Tale.

### Video
Il personaggio è apparso nelle cinematiche "Clash of Fates" (2009), "Dominion" (2012), "Ignite" (2016), "There Will Be Mayhem" (2016), "Mortal Reminder" (2017), "Return to the Stars" (2020), "Beyond the Garden" (2020), "You Really Got Me" (2020), "Don't Mess With Yordles" (2021), "Beyond the Bandlewood" (2021), "Almost Home" (2022), e "A Curious Journey" (2022).